# Амударья
Амударья́ (устар. Аму-Дарья; пушту د آمو سيند, тадж. Амударё, Омударё, Дарёи Ому, туркм. Amyderýa, узб. Amudaryo, каракалп. Ámiwdárya, от перс. آمو‎ Аму — названия исторического города Амуль (ныне Туркменабат) и перс. دریا‎ дарья — «река», «море»; др.-греч. Ὦξος, лат. Oxus, араб. جيحون‎) — вторая по длине (после Сырдарьи) и крупнейшая по полноводности река в Средней Азии.
Образуется слиянием рек Пяндж и Вахш, впадает в Аральское море, образуя дельту. В среднем течении в Амударью впадают три крупных правых притока (Кафирниган, Сурхандарья, Шерабад) и один левый приток (Кундуз). Далее до Аральского моря она не получает ни одного притока. Длина 1415 км (2620 км — от истока Пянджа с рекой Вахандарья). Площадь бассейна (выше города Керки, 1045 км от устья) 309 тысяч км² (без бассейнов рек Зеравшан и Кашкадарья, сток которых практически не поступает в Амударью), сток воды осуществляется с 227 тыс. км². Средний расход воды у города Керки — около 2000 м³/с.
Питание реки в основном составляют талые снеговые и ледниковые воды, поэтому максимальные расходы наблюдаются летом, а наименьшие — в январе — феврале. Протекая по равнине, от Керки до Нукуса, Амударья теряет большую часть своего стока на испарение, инфильтрацию и орошение. По мутности Амударья занимает первое место в Центральной Азии и одно из первых мест в мире. Основной сток Амударьи формируется на территории Таджикистана (80 %) и частично в Северном Афганистане. Затем река протекает вдоль границы Афганистана с Узбекистаном, пересекает Туркменистан, далее течёт вдоль туркмено-узбекской границы, вновь возвращается в Узбекистан и впадает в Аральское море. В настоящее время, воды реки доходят до Аральского моря лишь в период наиболее сильных весенних паводков, так как забираются на орошение.
Для ирригационных целей в советское время были построены многочисленные каналы: Каракумский (Каракум-река), Аму-Бухарский и др. (см. ниже). Административный центр Лебапского велаята Туркменистана город Туркменабат находится на левом берегу Амударьи. Вблизи Амударьи находятся города Ургенч, Нукус, Термез, а также Амударьинский заповедник. 

## История и этимология

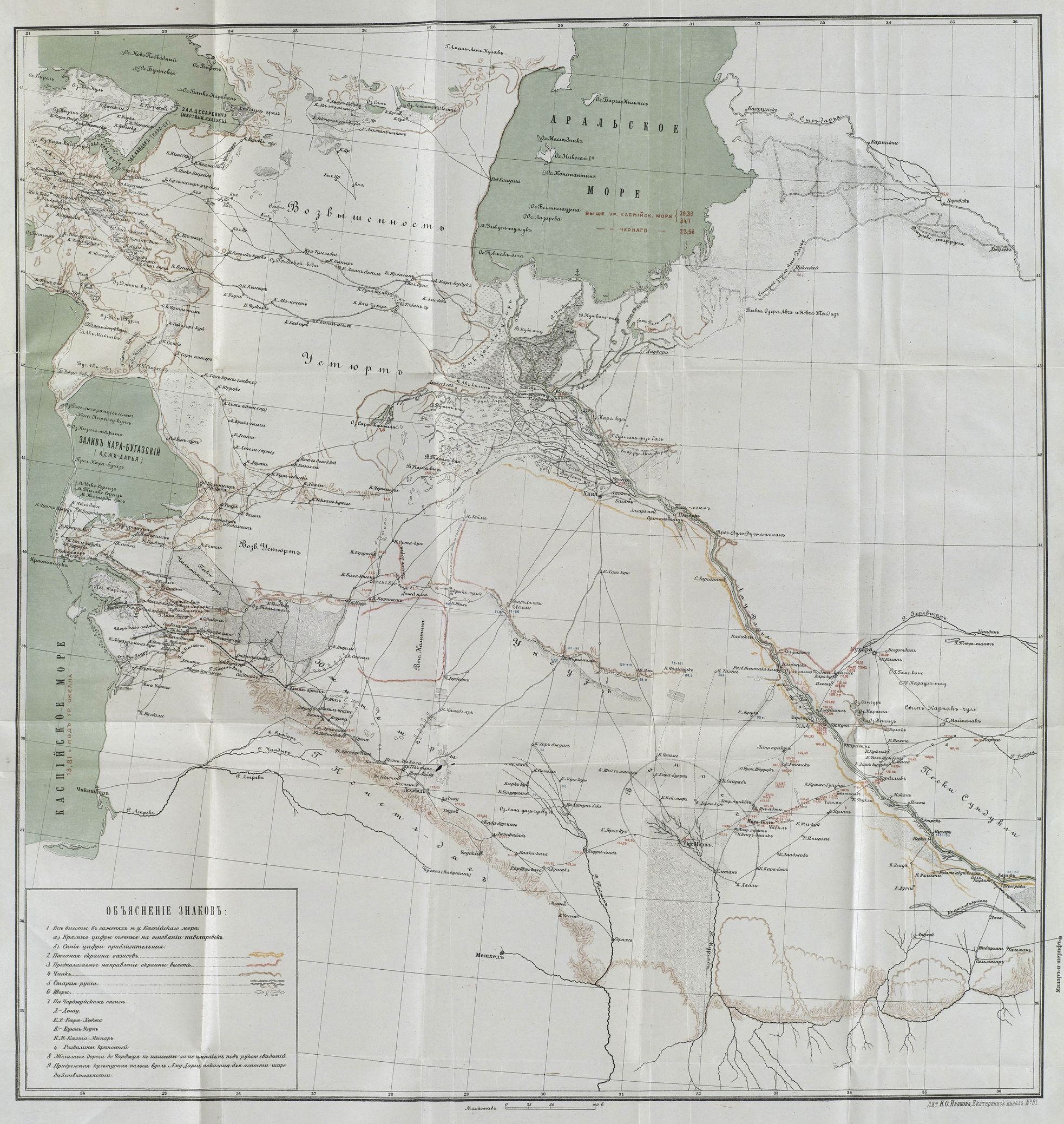
Древнейшие русла Аму-Дарьи на карте 1887 года

В древности река носила несколько названий. В «Авесте» (священной книге зороастрийцев) она упоминается под именами «Вахш» (культовый термин, обозначавший богиню воды и плодородия) и «Ардви» (река богини Ардви Суры Анахиты). В санскритских текстах река также упоминается как Vakṣu (वक्षु). В среднеперсидских источниках сасанидского периода река известна как «Wehrōd» (букв. «благая река»).
Греческие историки Геродот, Ксенофонт, Полибий, Страбон, Птолемей в своих трудах называли основную реку Средней Азии «Аракс».  Во время похода Александра греки познакомились с ещё одним местным названием реки Амударья, в греческой интерпретации звучавшим как «Оксос». Окс (лат. «Oxus», которое через др.-греч. «Ὄξος» восходит к др.-перс. «vaxšu-»), по представлениям греков, впадал в Гирканское море и был необычайно широк (6 стадий). Страбон сообщает, что Окс является границей Бактрии и Согдианы. Известны кушанские монеты с надписью «Окшо» и изображением водного четверорукого божества. От того же корня происходит современный гидроним Вахш.
В словаре Махмуда Кашгари «Диван лугат ат-турк» ögüz означает «всякая крупная река, вроде Джейхуна (АмуДарьи) и Евфрата», он также добавляет, что в стране тюрков много рек, называемых этим словом. В трудах средневековых хорезмийских авторов река носит название «Окуз», этим же словом назывались и другие крупные реки. На некоторых картах XVI—XVII веков название Амударьи также указано как «Огуз». Из всего этого следует, что название реке Амударья давалось отдельными народами, обитавшими на разных её частях.

### Исток и устье реки в античности
У истока Амударьи, в месте слияния Пянджа с Вахшем, вскоре после смерти Александра Македонского был построен храм бога реки Окс. Сейчас это место называется Тахти-Сангин. Считается, что именно оттуда происходит знаменитый Амударьинский клад, который хранится в Британском музее.
Геродот писал об Амударье, что она разделяется 360 каналов и 40 устьями теряется в болотах, и только одним из рукавов, который протекает по открытой местности, впадает в Каспийское море. Сведения античных авторов о том, что Окс впадает в Каспий, до середины XX века объясняли тем, что в древности их соединял Узбой (ныне сухая протока). Советские учёные пришли к выводу, что в историческое время Узбой не был обводнён, а сведения Геродота восходят к устным преданиям о ситуации гораздо более древнего времени. Однако новейшие данные подтверждают существование водного пути между Хорезмом и Каспием по Узбою ещё во времена Александра Македонского.

## Флора и фауна
Долина и дельта Амударьи характеризуется тугайным ландшафтом. В настоящее время в тугаях низовьев Амударьи насчитывается 61 вид тугайных растений. Из них к основной группе растений тугаев относятся туранга, ива (5 видов), лох (1 вид), гребенщик, чингиль, ломонос, ластовень, солодка. Кустарниковая зона тугаев представлена в основном видами, связанными с постоянным грунтовым увлажнением и процессом засоления. Это — гребенщик, ажирык, лебеда, парнолистник, кермек, акбаш, карабарак и различные солянки.
В водах Амударьи водятся лысач, жерех, аральский усач, сом, лещ, чехонь, остролучка, белый амур, толстолобик. Река является единственным местом обитания эндемичных амударьинских лопатоносов, находящихся на грани исчезновения.
В Бадай-тугае и в других тугаях обычен шакал, придерживается труднопроходимых участков. Среди кустарниковых зарослей обитает барсук, изредка встречаются камышовый кот и лиса. Насекомоядные в тугаях представлены ушастым ежом и пегим путораком. Из грызунов довольно многочисленны заяц-толай и домовая мышь; обычны пластинчатозубая крыса, полуденная песчанка и др. Из копытных в тугае повсеместно обитает кабан и в Бадай-тугае — бухарский олень. Обычен в тугае пустынный гологлаз и узорчатый полоз. По окраинам тугая встречаются стрела-змея, степная агама и среднеазиатская черепаха. В дельте Амударьи и у озёр встречается водяной уж.

## Хозяйственное значение

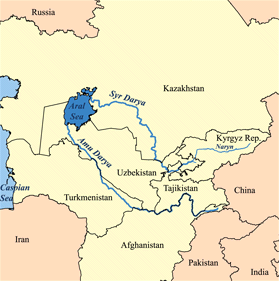
Амударья протекает по территории четырёх государств.

Воды Амударьи полностью разбираются для орошения. На орошаемых площадях Узбекистан собирает около 10—20 % мирового урожая хлопка. Но из-за орошения большую часть года воды Амударьи не доходят до Аральского моря, что привело к высыханию последнего.
- Самый большой в мире канал — Каракумский — берёт воду из Амударьи и отбирает около 45 % её воды; также от Амударьи отходит Аму-Бухарский канал, который орошает территорию Узбекистана. Вдоль этих каналов и самой Амударьи тянутся огромные поля хлопка и пшеницы (в Туркменистане).
- В начале 1950-х годов планировалось также построить Главный Туркменский канал, который начинался бы у Нукуса и использовал русло Узбоя, но план не был осуществлён.
- В 2020-х на реке на севере Афганистана строится гигантский канал Кош-Тепа; предполагается, что его протяжённость составит 285 км, ширина — 100 м[21].

На реке и её притоках построено множество плотин (особенно в Таджикистане) для выработки электроэнергии, которую экспортирует Таджикистан.
Регулярное судоходство возможно от Туркменабада. Рыболовство актуально только в низовьях.

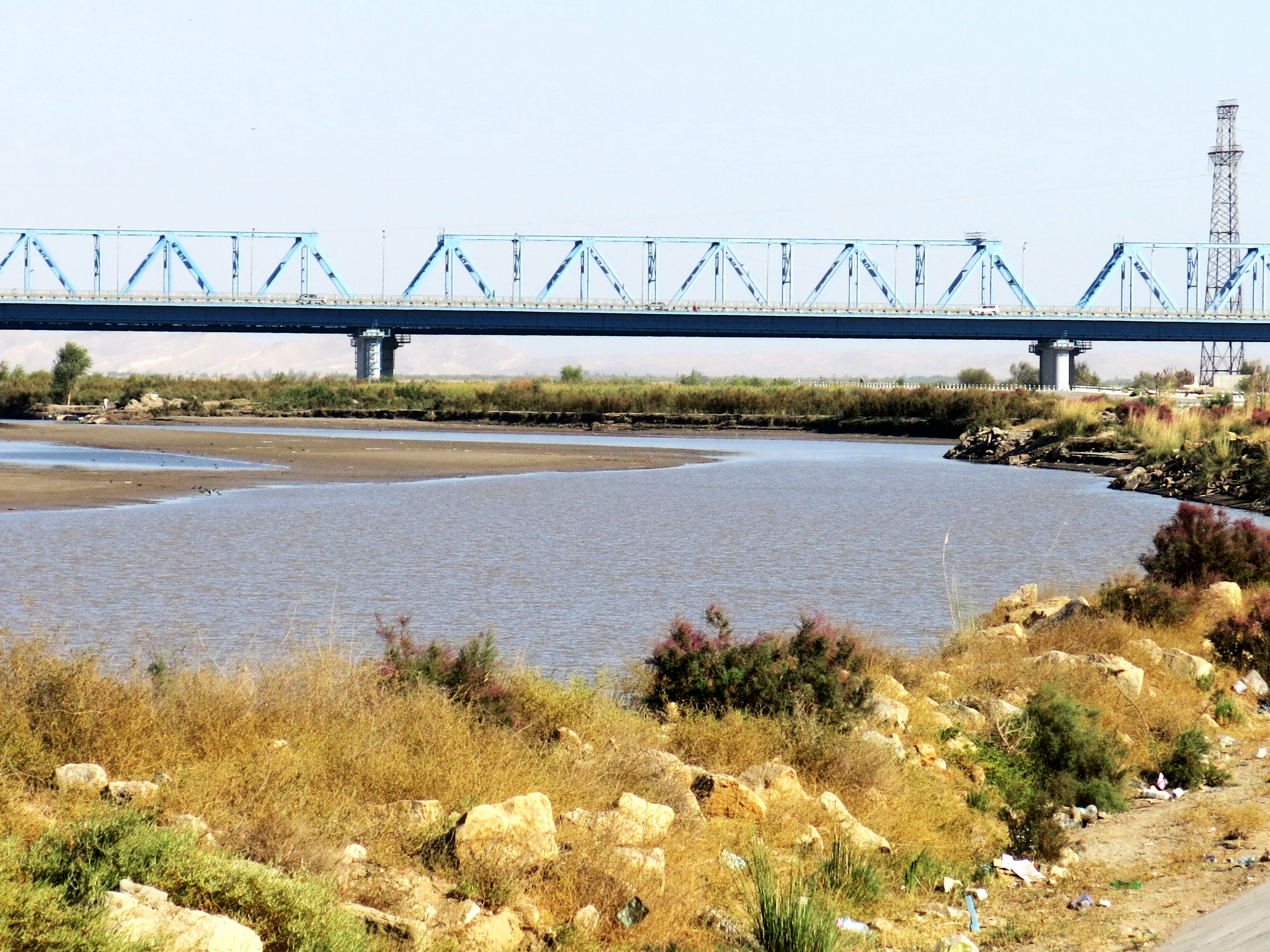
Мост в Лебапском велаяте
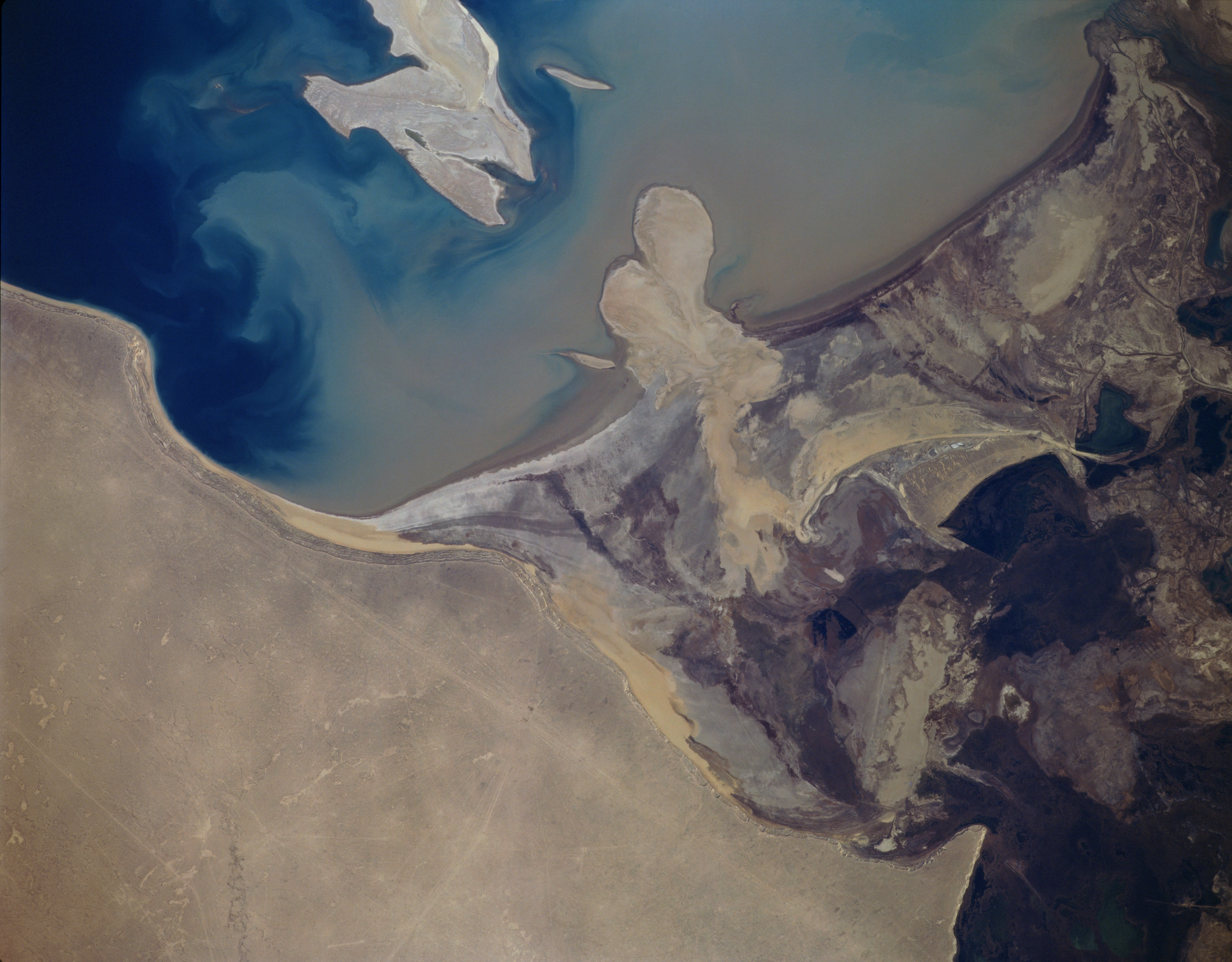
Дельта Амударьи из космоса, ноябрь 1994 г.
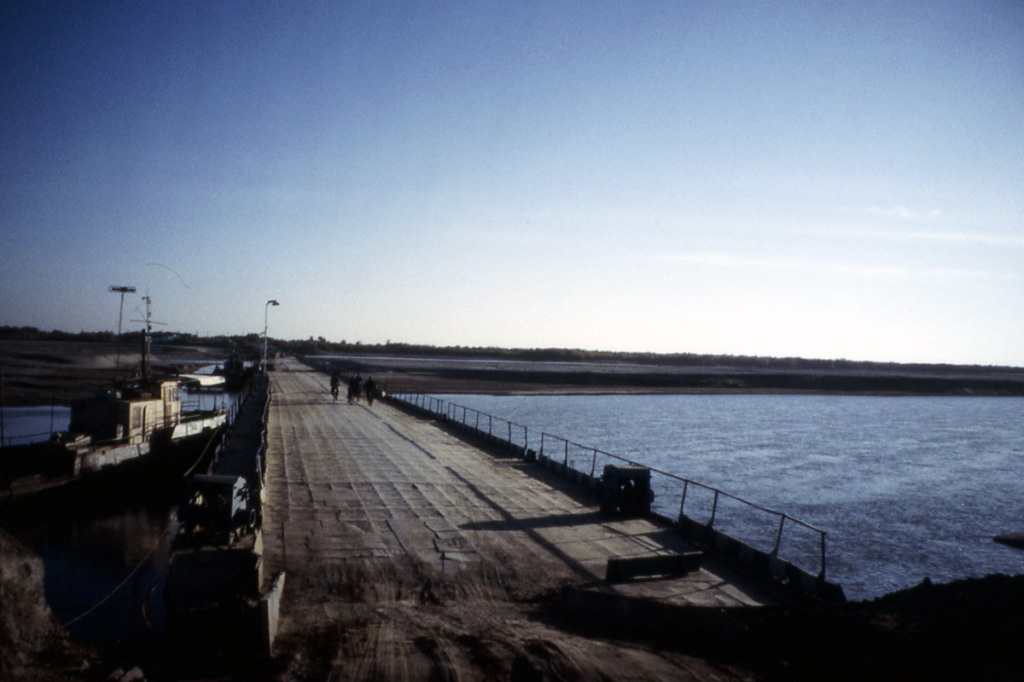
Понтонный мост через Амударью возле Ургенча
Амударья в районе Керки, Туркменистан

## Присарыкамышская дельта
Присарыкамышская дельта Амударьи расположена в северном Туркменистане и является древней дельтой реки Амударья, представляющая собой плоскую равнину, которая начинается в низовьях реки и простирается до Сарыкамышского озера. Это область древнего земледелия и ирригации, место возникновения древнехорезмийского государства в VI в. до н. э., центр Хорезма с конца X в. до конца XVI в. В настоящее время является одним из физико-географических природных районов Дашогузского велаята Туркменистана. В древности Сарыкамышское озеро соединялось протокой Узбой с Каспийским морем, то есть существовало водное сообщение между Хорезмом и Закавказьем.

## Мосты через Амударью
Туркменистан
- Железнодорожный мост Туркменабат-Фарап — железнодорожный мост через Амударью на территории Лебапского велаята Туркменистана. Введён в строй в марте 2017 года. Протяжённость моста составляет 1750 м[23].
- Мост Атамурат-Керкичи — железнодорожный и автомобильный мосты в Лебапском велаяте, построенные через Амударью в 2009 и 2013 годах[24][25].
- Трубопроводный висячий мост через Амударью (1964) перекинут через теснину Дульдульатлаган (где ширина реки сужается до 350 метров).

Узбекистан
- Мост возле посёлка Балыкчи, Хорезмского вилоята.
- Мост возле города Беруни. Для переправы через Амударью использовался понтонный мост, построенный в 1938 году. В феврале 2024 года открыт новый автомобильно-железнодорожный мост[26].

Международные
- Мост Дружбы — автомобильно-железнодорожный мост, соединяющий города Хайратон (Афганистан) и Термез (Узбекистан).
- Дамба Туямуюнской ГЭС, по которой возможен проезд автотранспорта. Соединяет Туркменистан и Узбекистан.

## Заповедники на Амударье
Туркменистан
- Амударьинский заповедник. Создан в 1982 году, расположен на территории Дарганатынского, Дяневского и Фарапского этрапах (районах) Лебапского велаята Туркменистана. Современная площадь Амударьинского заповедника — 49,5 тысяч гектаров, включает в себя часть акватории Амударьи, тугаи и участок пустыни Кызылкум[27].